# Hyla chinensis
Hyla chinensis är en groddjursart som beskrevs av Günther 1858. Hyla chinensis ingår i släktet Hyla och familjen lövgrodor. IUCN kategoriserar arten globalt som livskraftig. Inga underarter finns listade i Catalogue of Life.